# Rabčice
Rabčice es un municipio del distrito de Námestovo en la región de Žilina, Eslovaquia, con una población estimada a final del año 2024 de 2101 habitantes.
Se encuentra ubicado al norte de la región, cerca del curso alto del río Váh (cuenca hidrográfica del Danubio), de los montes Tatras y de la frontera con Polonia.

## Demografía
| Año        | 1994 | 2004     | 2014    | 2024    |
| ---------- | ---- | -------- | ------- | ------- |
| Población  | 1665 | 1890     | 2001    | 2101    |
| Diferencia |      | +13,51 % | +5,87 % | +4,99 % |

| Año        | 2023 | 2024    |
| ---------- | ---- | ------- |
| Población  | 2100 | 2101    |
| Diferencia |      | +0,04 % |